# Bludný balvan Võlupe
Bludný balvan Võlupe, estonsky Võlupe rändrahn nebo Artur Luha rahn a česky lze přeložit jako Magický bludný balvan, je žulový bludný balvan v pastvinách a mokřadu u vesnice Mujaste (Leisi) na ostrově Saaremaa v kraji Saaremaa v Estonsku.

## Další informace
Bludný balvan Võlupe byl na místo transportován zaniklým ledovcem v době ledové z Finska. Od roku 1959 je památkově chráněn. Balvan je pojmenován také po estonském geologu, kterým byl Artur Luha.
| Největší obvod balvanu | 20 m             |
| Hlavní rozměry balvanu | 6,8 × 5,5 × 3,4m |
| Objem balvanu          | cca 57 m³        |

## Galerie

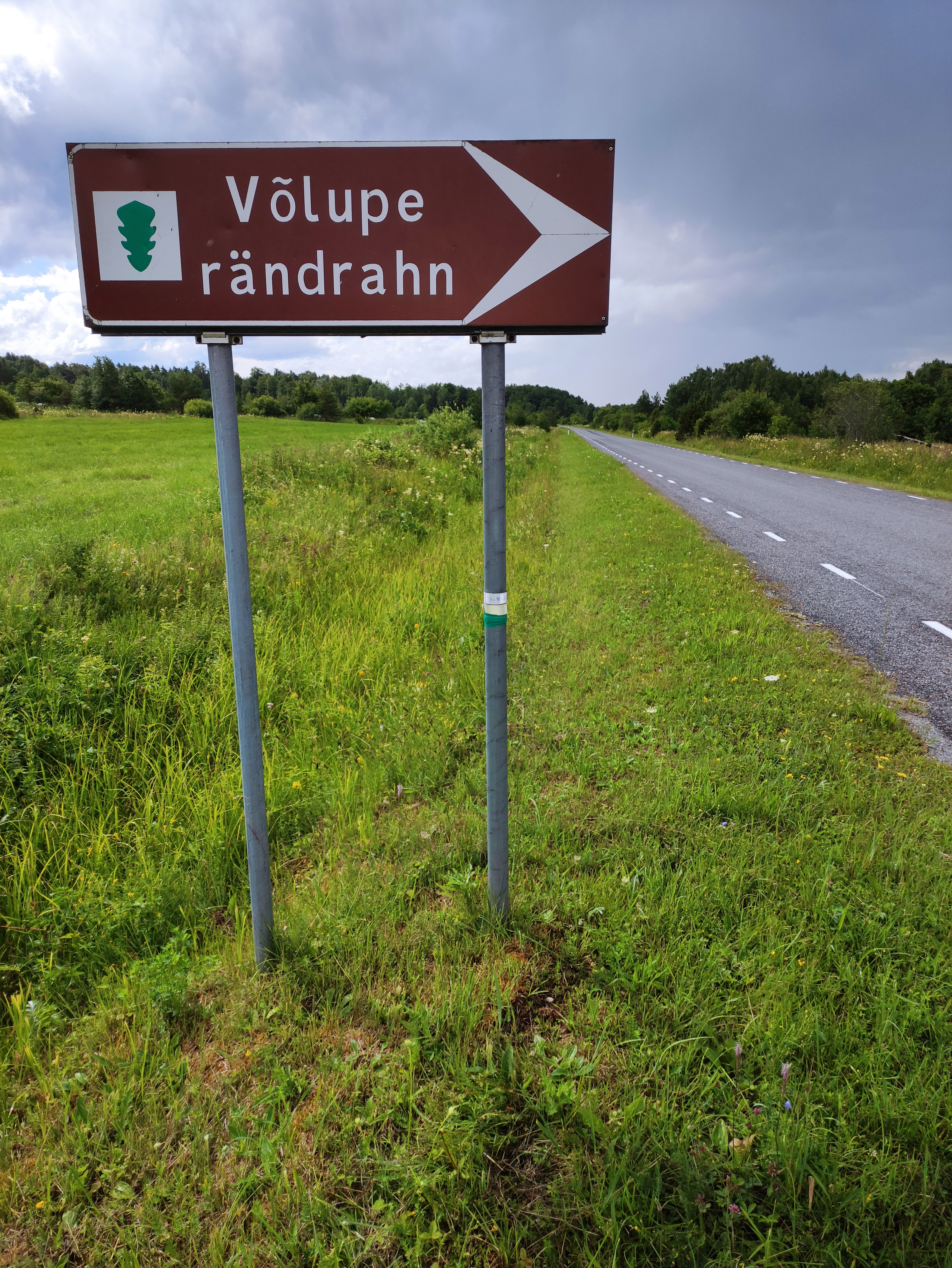
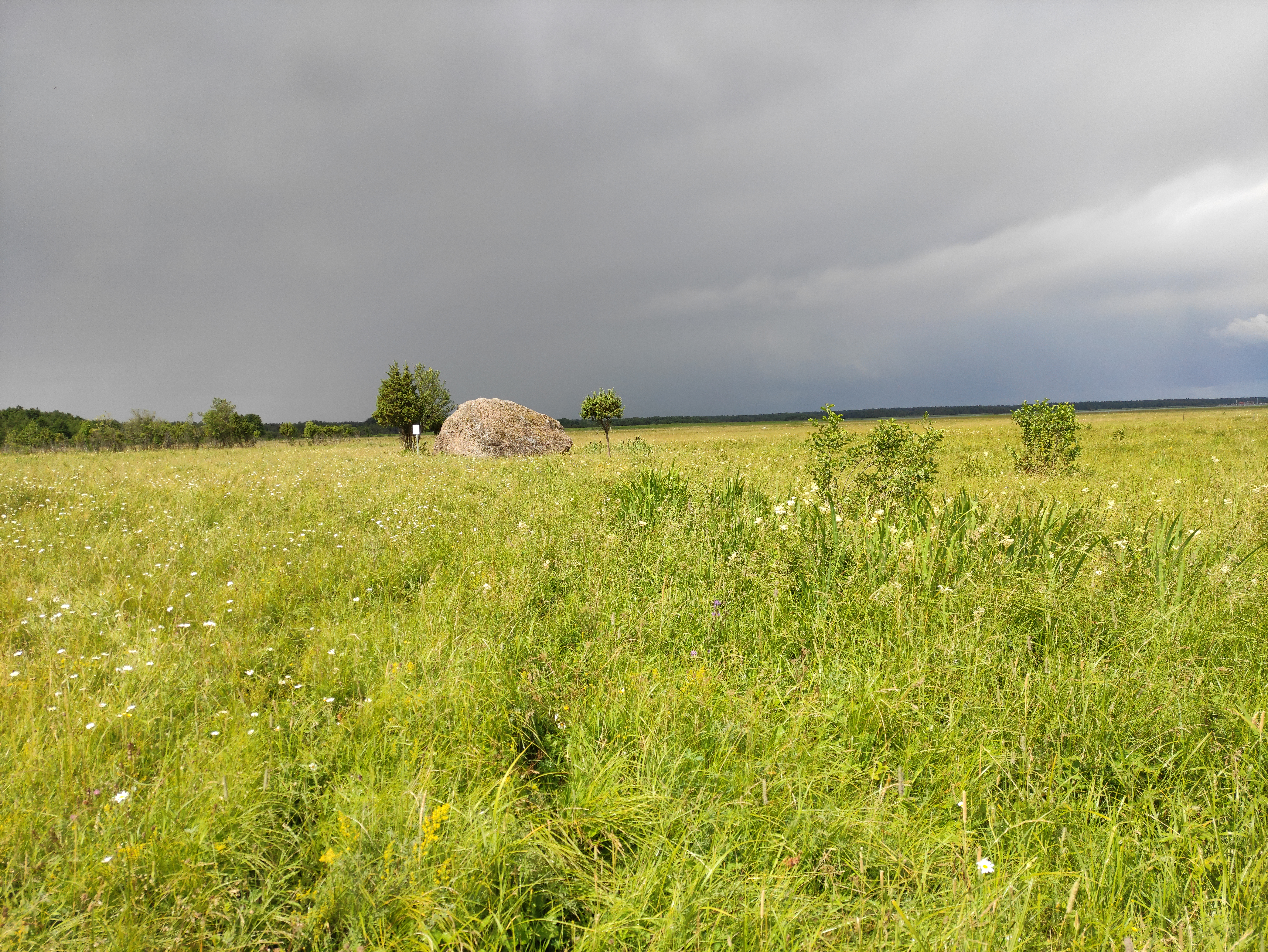
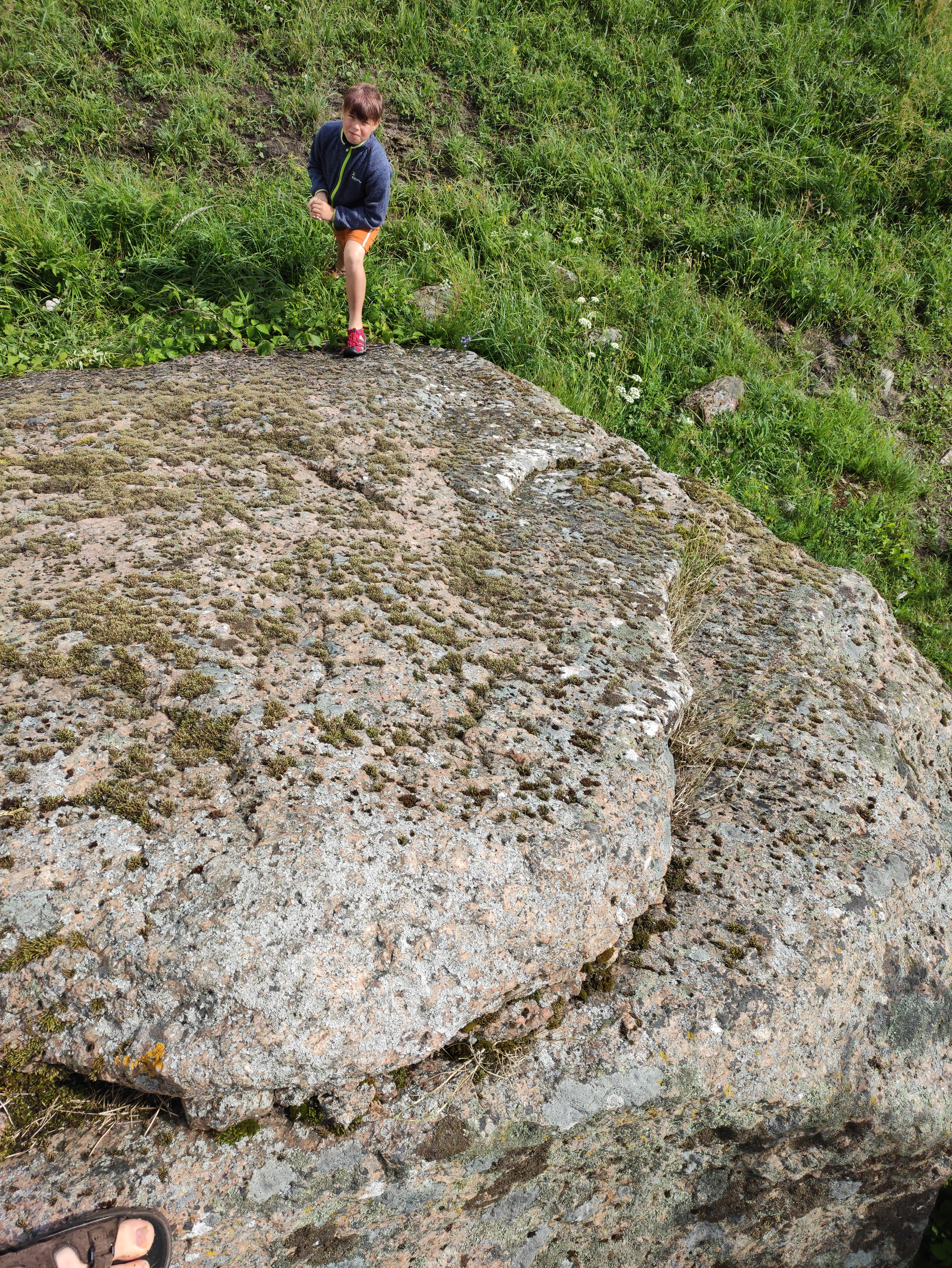
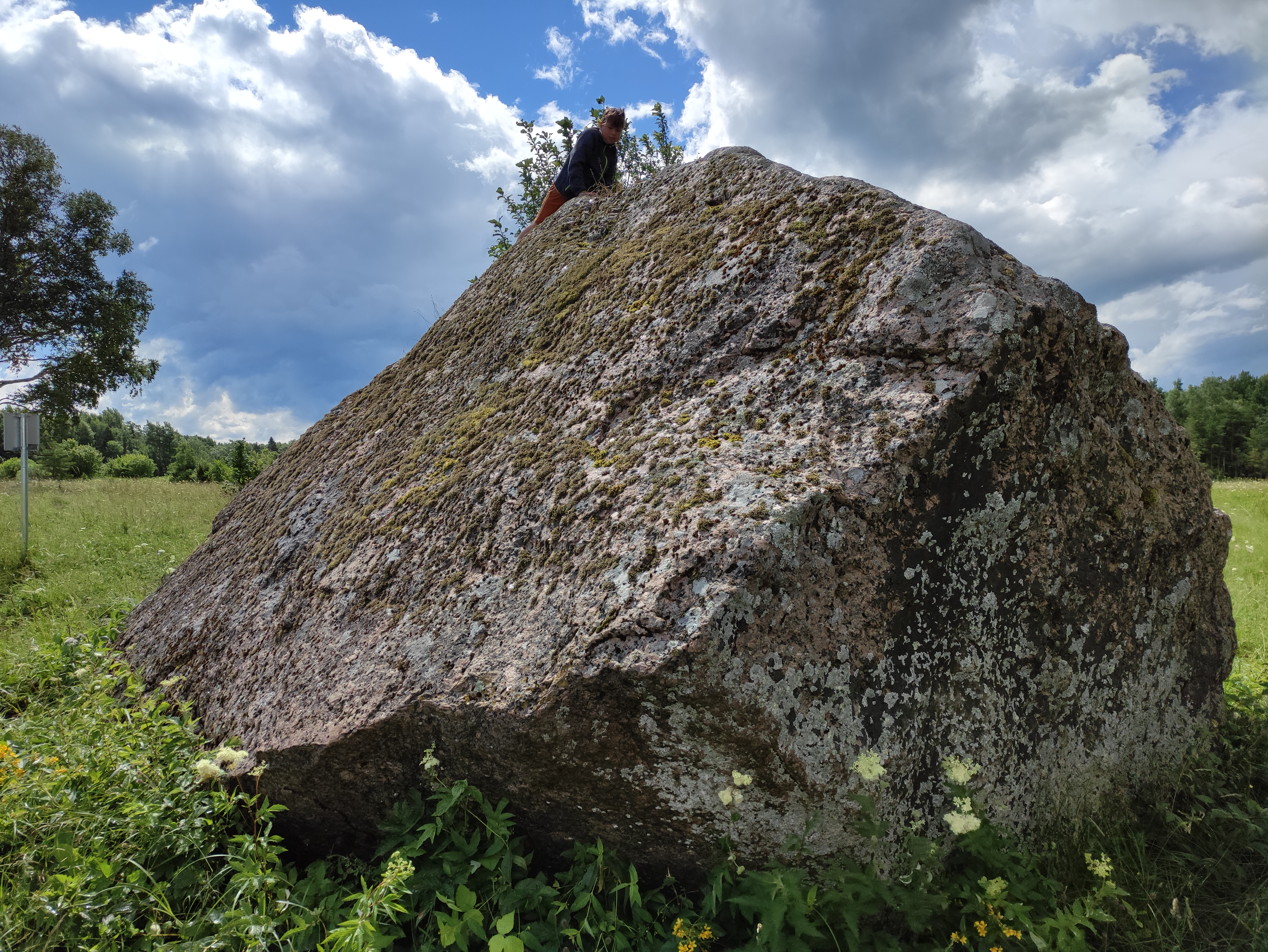
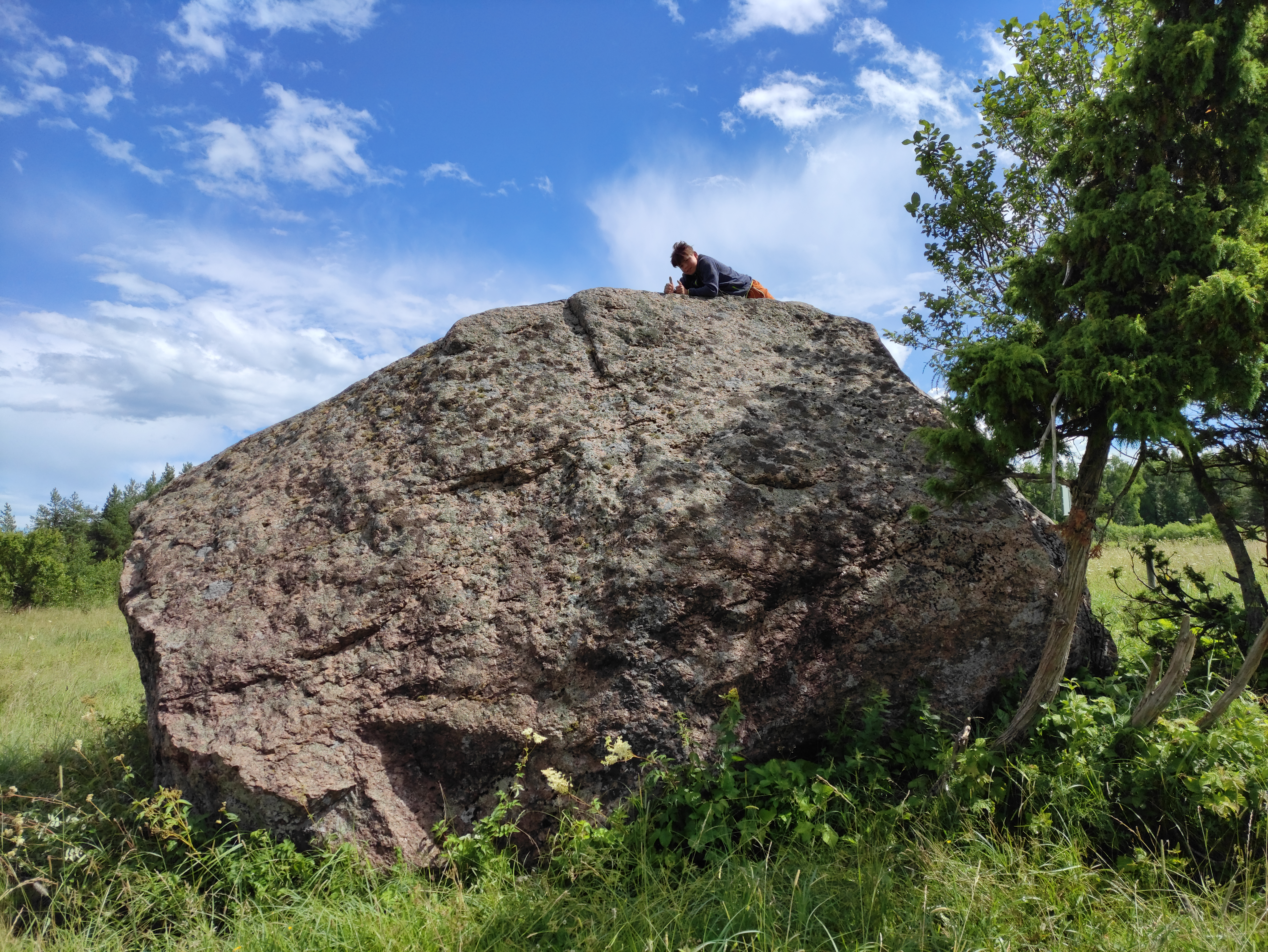